# Смертельна битва
«Смертельна битва» (англ. Mortal Kombat) — американський пригодницький фантастичний бойовик 1995 року виробництва New Line Cinema в США режисера Пола В. С. Андерсона. На основі серії бойових ігор Mortal Kombat фільм став першою частиною однойменної серії фільмів.
Фільм вийшов 18 серпня 1995 року в Сполучених Штатах, 20 жовтня 1995 року — в Сполученому Королівстві і 26 грудня 1995 року — в Австралії. Він виявився дуже популярним серед любителів ігор, попри отримані змішані відгуки критиків. Фільм провів три тижні, як фільм № 1 в прокаті США, і заробив в цілому $ 122 195 920 в усьому світі. Через його успіх у прокаті пізніше з'явився сіквел — «Смертельна битва: Знищення» (1997) і телесеріал «Смертельна битва: Завоювання» (1998).

## Сюжет
Смертельна битва - це турнір з бойових мистецтв, який проводиться раз на покоління між представниками царств Землі та Потойбічного виміру. Якщо Потойбіччя здобуде десять перемог поспіль, Імператор Потойбіччя вторгнеться і підкорить Земне царство. Вони вже перемагали дев'ять разів. Монах Шаоліня - Лю Кан, кінозірка - Джонні Кейдж та офіцер спецназу - Соня Блейд обрані Рейденом - богом грому та захисником Земного царства, щоб перешкодити Потойбіччю виграти їхній десятий турнір поспіль. Лю прагне помститися господареві турніру Шанг Цунгу за вбивство його брата Чана і викрадення його душі; Соню заманює на корабель, що прямує на острів Шанг Цунга, кримінальний авторитет Кано, який убив її напарника; Джонні намагається спростувати твердження ЗМІ про те, що його навички бойових мистецтв підроблені.
Шанг Цун наказує істоті Рептилії перешкодити принцесі Кітані, прийомній дочці імператора, вступити в союз із земними воїнами. Лю, Джонні та Соня виходять у фінальні раунди турніру, де Соня вбиває Кано, Джонні - Скорпіона, а Лю Кен - Суб-Зіро.
Один з однолітків Джонні, Арт Лін, зазнає поразки від чинного чемпіона турніру, принца Горо, і його душу забирає Шан Цун. Сподіваючись захистити Лю і Соню, Джонні кидає виклик Горо. Джонні використовує хитрість і елемент несподіванки, щоб перемогти Горо. Зневірившись, Шанг Цун бере Соню в заручники і забирає її до Потойбіччя. Знаючи, що його сили там неефективні, Рейден відправляє Лю і Джонні у Потойбіччя, щоб врятувати Соню і кинути виклик Цунгу. У Потойбіччі на Лю Кенга нападає Рептилія, але він перемагає і вбиває його. Кітана зустрічається з Джонні та Лю. Вона розповідає їм, що її дім був прекрасним і мирним місцем, поки з третього світу не прийшов Імператор і не зруйнував Потойбіччя, вигравши там десять турнірів з Смертельної битви поспіль. Потім він усиновив Кітану і зайняв трон. Не бажаючи, щоб Імператору вдалося захопити Земний світ, Кітана допомагає їм проникнути до фортеці Шан Цунга, переодягнувшись у шати його послідовників.
Кітана докоряє Шан Цунгу за його зраду Імператору, відволікаючи його, поки Лю і Джонні звільняють Соню. Шан Цун кидає виклик Джонні, але отримує зустрічний виклик від Лю Кена. Під час битви Лю Кен стикається не лише з Шань Цунгом, але й з душами, які він забрав на минулих турнірах. Шан Цун перетворюється на Чана - молодшого брата Лю Кена, щоб збити того з пантелику. Усвідомлення того, що він не несе відповідальності за смерть Чана, дозволяє Лю Кену розгадати цей трюк. Лю Кан вистрілює в Цунга енергетичною кулею, збиваючи його з ніг, і він приземляється на пастку з шипами. Смерть Шан Цунга звільняє всі полонені душі, включно з душею Чана. Перед тим, як піднятися в потойбічний світ, Чан каже Лю Кену, що він буде з ним духом, поки вони не возз'єднаються, і просить його «Іди з миром».
Земні воїни повертаються в Земний світ, де в храмі Шаолінь відбувається святкування перемоги, а на них чекає Рейден. Радість припиняється, коли з'являється імператор і оголошує, що прийшов за душами героїв. Рейден і воїни займають бойові позиції.

## У головних ролях
- Крістофер Ламберт — Райден
- Робін Шу — Лю Кан
- Лінден Ешбі — Джонні Кейдж
- Бріджетт Вілсон[en] — Соня Блейд
- Кері-Хіроюкі Тагава — Шан Цунг
- Таліса Сото — Кітана
- Тревор Годдар[en] — Кано
- Кріс Касамасса — Скорпіон
  - Ед Бун — Скорпіон (озвучка)
- Франсуа Петі — Саб-Зіро
- Кіт Кук — Рептилія
- Стівен Хо — Чан

## Саундтрек
| Mortal Kombat | Mortal Kombat                                         | Mortal Kombat                      | Mortal Kombat |
| #             | Назва                                                 | Artist                             | Тривалість    |
| ------------- | ----------------------------------------------------- | ---------------------------------- | ------------- |
| 1.            | «A Taste of Things to Come»                           | George S. Clinton                  | 0:49          |
| 2.            | «Goodbye [Demo Version]»                              | Gravity Kills                      | 3:10          |
| 3.            | «Juke-Joint Jezebel (Giorgio Moroder Metropolis Mix)» | KMFDM                              | 5:17          |
| 4.            | «Unlearn (Josh Wink's Live Mix)»                      | Psykosonik                         | 4:50          |
| 5.            | «Control (Juno Reactor Instrumental)»                 | Traci Lords                        | 6:26          |
| 6.            | «Halcyon + On + On»                                   | Orbital                            | 9:24          |
| 7.            | «Utah Saints Take on The Theme from Mortal Kombat»    | Utah Saints                        | 3:00          |
| 8.            | «The Invisible»                                       | GZR                                | 3:43          |
| 9.            | «Zero Signal»                                         | Fear Factory                       | 5:57          |
| 10.           | «Burn»                                                | Sister Machine Gun                 | 4:45          |
| 11.           | «Blood & Fire [Out of the Ashes Mix]»                 | Type O Negative                    | 4:34          |
| 12.           | «I Reject»                                            | Bile                               | 2:47          |
| 13.           | «Twist the Knife (Slowly)»                            | Napalm Death                       | 2:51          |
| 14.           | «What U SeeWe All Bleed Red»                          | Mutha's Day Out                    | 4:16          |
| 15.           | «Techno Syndrome (Mortal Kombat) [7 Mix]»             | The Immortals                      | 3:21          |
| 16.           | «Goro Vs. Art»                                        | George S. Clinton feat. Buckethead | 2:59          |
| 17.           | «Demon Warriors/Final Kombat»                         | George S. Clinton                  | 3:49          |

## Цікаві факти
- У книзі, написаній за сюжетом фільму, Соня не вбиває Кано. Також Джонні Кейдж — єдиний з головних персонажів не присутній в книзі.
- Спочатку, роль Соні Блейд повинна була зіграти Камерон Діас, але не змогла цього зробити, бо перед початком знімання зламала зап'ястя.
- Скорпіона озвучив Ед Бун, один з творців відеогри «Mortal Kombat».
- Сюжет фільму багато в чому оснований на фільмі «Вихід Дракона» (1973).
- Коли Рептилія «вселяється» в одну із статуй і перетворюється на зеленого бійця-ніндзя, чутний закадровий голос, що вимовляє: «Рептилія» (Reptile). Голос належить Шао Кану, і був узятий з оригінальною відеогри «Mortal Kombat II».
- З сценарію вирізали сцену, в якій Шан Цзун дозволяв бійцям поховати Арт Ліна в Саду Статуй, поруч зі статуєю Кун Лао. Також в сценарії присутній поєдинок між Сонею і Джейд.
- На роль Лю Кана пробувалися Джейсон Скотт Лі, Рассел Вонг і Філліп Рі.
- Жан-Клод Ван Дамм міг зіграти Джонні Кейджа, але відмовився від цієї ролі, віддавши перевагу участь у фільмі «Вуличний боєць». Також роль Джонні Кейджа пропонували Брендону Лі, але той пішов зніматися у фільм Ворон.
- Під час знімання поєдинку Лю Кана з рептиліями, Кейт Кук-Хірабаясі (Рептилія) зламав ребра Робіну Шу (Лю Кан), проте той нічого не сказав і знімання тривало.
- Спочатку передбачалося, що фільм закінчиться відразу ж після слів Рейден: «Я повинен вам сказати, хлопці, — ви відмінно постаралися». Але була знята додаткова сцена, в якій раптово з'являється Імператор і каже: "Ви слабкі жалюгідні дурні. Я прийшов за вашими душами! ". На що Рейден відповідає: «Я так не думаю». Після чого, він і інші бійці готуються до битви.
- Кріс Касамасса споконвічно розглядався одним з численних ніндзя для масовки, але на кастингу він настільки вразив продюсерів, що вони запропонували йому роль Скорпіона.
- Знімання Храму Ордена Світла відбувалося у Таїланді, в храмі Ват Чайваттханарам[en], за 100 км на північ від Бангкока, а не в Китаї, як вказувалося в субтитрах.